# Manuel Buendía Téllez Girón
Manuel Buendía Téllez Girón är en ort i Mexiko.   Den ligger i kommunen Nacajuca och delstaten Tabasco, i den sydöstra delen av landet, 700 km öster om huvudstaden Mexico City. Manuel Buendía Téllez Girón ligger 7 meter över havet och antalet invånare är 700.
Terrängen runt Manuel Buendía Téllez Girón är mycket platt. Runt Manuel Buendía Téllez Girón är det tätbefolkat, med 442 invånare per kvadratkilometer. Närmaste större samhälle är Villahermosa, 6,0 km sydost om Manuel Buendía Téllez Girón. Runt Manuel Buendía Téllez Girón är det i huvudsak tätbebyggt.